# 2236 Austrasia
2236 Austrasia è un asteroide della fascia principale. Scoperto nel 1933, presenta un'orbita caratterizzata da un semiasse maggiore pari a 2,3450443 UA e da un'eccentricità di 0,2188296, inclinata di 10,10737° rispetto all'eclittica.